# Pherbellia goberti
Pherbellia goberti är en tvåvingeart som först beskrevs av Pandelle 1902.  Pherbellia goberti ingår i släktet Pherbellia och familjen kärrflugor.
Artens utbredningsområde är Frankrike. Inga underarter finns listade i Catalogue of Life.